# Ariha
Ne doit pas être confondu avec Jéricho.
Ariha ou Arihah (en arabe : أريحا) est une ville du gouvernorat d'Idleb, en Syrie. Sa population en 2004 est de 39 501 personnes. C'est le chef-lieu du district éponyme.

## Histoire
L'endroit est habité au moins depuis cinq mille ans. Le nom d'Ariha (ou Eriha) signifie « parfum de fleurs ». À l'époque de l'Empire romain et de l'Empire romain d'Orient, Ariha dépend administrativement d'Antioche. Son apogée se situe entre 240 et 350 et elle devient un foyer de chrétienté important. La ville est conquise par l'armée musulmane d'Omar ben al-Aas en 637. Elle passe sous l'administration de Chalcis, puis d'Alep et de nouveau ensuite de Chalcis.
Le géographe Yaqout al-Rumi  a décrit Ariha en 1226, comme une petite ville du district d'Alep  et un des endroits « les  plus agréables et les meilleurs de la terre de Dieu. » Il remarque ses nombreux vergers, jardins et cours d'eau.
Au début du XXe siècle, le voyageur Albert Socin passe par Ariha, indiquant pour le Baedeker qu'il y a environ 3 000 habitants, et que l'endroit est merveilleusement situé au milieu d'oliveraies au piémont septentrional du Djebel Zaouiyeh.

### Guerre de Syrie
Pendant la Guerre de Syrie, Ariha est le théâtre de multiples affrontements entre forces gouvernementales et combattants djihadistes. L'armée attaque les rebelles entre mars et juin 2012 et la sécurise entièrement le 11 août 2012.
Les rebelles djihadistes s'emparent de certaines parties de la ville en juillet 2013, tandis que les forces armées de la République arabe syrienne disposent de trois checkpoints en ville. Le 24 août, la rébellion prend entièrement Ariha. La route nationale M4 traverse la ville avant de rejoindre la M5 à Saraqeb. C'est ainsi que le fait de contrôler une partie de la M4 à Ariha permet aux djihadistes d'empêcher le ravitaillement des forces gouvernementales en provenance de Lattaquié vers Idleb ou Alep. Cependant, après dix jours de bombardements, les forces loyakistes reprennent la ville le 3 septembre,.
Le 25 mai 2014, des hommes du front al-Nosra et des unités du Suqour al-Cham lancent deux assauts sur les collines au sud d'Ariha, afin de s'emparer de deux bases militaires: le checkpoint du restaurant Phanar et la base de Chami qui se trouvent dans les hauteurs et surveillent le passage vers les faubourgs du sud de la ville par deux routes. Le matin à six heures, les hommes d'al-Nosra et de Suqour al-Cham font exploser quatre véhicules piégéss au sud de la ville. Le premier véhicule piégé est conduit par le terroriste Mounir Mohammad Abou Salha (âgé de 22 ans), natif de Floride et porteur d'un passeport américain. Il détruit complètement le checkpoint du restaurant Phanar et laisse peu de survivants. Deux autres véhicules piégés explosent à l'ouest vers la base de Chami, le premier s'attaque à l'aile de commandement et le deuxième au point de contrôle. Enfin, un dernier véhicule piégé vise l'immeuble d'Aram. Son conducteur, après l'avoir garé au parking, parvient à prendre la fuite avant l'explosion. Les quatre explosions sont suivies par des attaques à l'artillerie et à l'arme lourde. Les deux zones sont prises par les deux organisations djihadistes à la fin de la journée. 
Le 26 août 2014,les djihadistes attaquent le checkpoint de Qiyasat, près d'Ariha, détruisant un tank, avec l'objectif de couper la route d'approvisionnement d'Idleb à Lattaquié. Pendant ce temps, la ville est assiégée par les forces rebelles et les habitants qui n'ont pas pris la fuite sont affamés. Le 28 mai 2015, Ariha tombe finalement aux mains des rebelles islamistes de Jaïch al-Fatah (armée de la conquête).